# Agripina Kundu
Agripina Khayesi Kundu est une joueuse kényane de volley-ball née le 24 avril 1993.

## Biographie
Elle fait partie de l'équipe du Kenya féminine de volley-ball,.
Elle participe au Championnat du monde féminin de volley-ball 2010, au Grand Prix mondial 2014 et au championnat du monde 2018,.
Elle remporte la médaille d'or des Jeux africains de 2019.

## Clubs
- Kenya Pipelines[6]

## Palmarès

### En sélection
- Médaille d'or des Jeux africains de 2019
- Médaille de bronze des Jeux africains de 2023